# Chminianske Jakubovany
Chminianske Jakubovany (in ungherese Jakabvágása) è un comune della Slovacchia facente parte del distretto di Prešov, nella regione omonima.